# El secreto de la mansión
El secreto de la mansión, en inglés,  Knife Edge es una película de suspenso británica de 2009 dirigida por Anthony Hickox y protagonizada por Natalie Press, Hugh Bonneville y Tamsin Egerton.

## Sinopsis
Una exitosa corredora de bolsa de Wall Street regresa a Gran Bretaña con su familia, pero su nuevo hogar en el campo esconde un secreto inquietante. Su comprensión de este secreto se ve complicada por las dificultades de su esposo y la pérdida de su trabajo. Al tratar de ocultar esto, usa gaslighting para engañarla haciéndola creer que se está volviendo loca.
Tobias, el nuevo amigo de su hijo Thomas, tiene el mismo nombre que el niño que fue asesinado en la casa hace 30 años. Este difícil y hábil desdoblamiento desdibuja lo que es verdad y lo que es ilusión.
 

## Producción
Anthony Hickox dirigió el thriller y fue producido por Fiona Combe, Pippa Cross y Janette Day, por Seven Arts Films. Supuso el regreso de Hickox al género de terror. Este filmó la película en Londres y los condados de origen, Inglaterra, Reino Unido. Se basó en un guion de Fiona Combe, Anthony Hickox y Robb Squire.

## Lanzamiento
Se estrenó el 19 de octubre de 2009 en el Reino Unido a través de Scanbox Entertainment y  en Estados Unidos el 20 de abril de 2010.

## Banda sonora
La partitura fue compuesta por el fundador de Sphere Studios, Guy Farley.